# Ajiona Alexus
Ajiona Alexus, née le 16 mars 1996 à Tuskegee (Alabama), est une actrice américaine.
Elle se fait connaître du grand public par les séries télévisées dramatique Empire (2016-2019) et 13 Reasons Why (2017-2018), dans lesquelles elle apparaît de manière récurrente.  
Puis, elle joue des rôles réguliers dans les séries fantastiques Runaways (2018) et Light as a Feather (2018-2019).

## Biographie
Aijona naît et grandit à Tuskegee en Alabama aux États-Unis. Issue d'une famille de musiciens, elle pratique le chant dès son plus jeune âge. Durant sa jeunesse, elle joue au basket-ball et au football, se considérant, de son propre aveu, comme un garçon manqué. 
Elle est souvent comparée à Rihanna et Janet Jackson, ce qu'elle considère comme un compliment majeur, les deux étant des sources d'inspirations pour elle. 

### Carrière
Après une succession de petits rôles, que ce soit pour le cinéma ou à la télévision (elle a notamment été aperçue dans un épisode des séries télévisées Grey's Anatomy et Code Black), elle finit par incarner le personnage de Taraji P. Henson, dans sa version jeune, pour la série télévisée musicale à succès Empire.
En 2017, elle joue dans la nouvelle série de Netflix, 13 Reasons Why, d'après le roman Treize raisons de Jay Asher produite notamment par Selena Gomez, où elle interprète le rôle de Sheri, ce qui la fait connaître du grand public.
L'année suivante, elle profite de cette nouvelle notoriété pour faire ses débuts en tant que chanteuse avec le single Baggage. Elle décroche aussi plusieurs rôles pour le cinéma : le film d'horreur Family Blood distribué sur la plateforme Netflix dans lequel elle donne la réplique à Vinessa Shaw, puis, elle est successivement à l'affiche de deux thrillers portés par des actrices afro-américaines reconnues : d'abord Acrimony, qui lui permet d'incarner pour la seconde fois, la version jeune de Taraji P. Henson sous la direction de Tyler Perry et Breaking In, jouant la fille de Gabrielle Union, toutes les deux harcelées face à la caméra de James McTeigue. 

## Filmographie

### Cinéma

#### Longs métrages
- 2014 : Unspoken Words de Henderson Maddox : Tyra
- 2015 : Sons 2 the Grave de Mykelti Williamson : Shawna Wilson
- 2015 : My First Love de Mark Harris : Noelle (direct-to-video)
- 2016 : Bad Girl de Greg Galloway : Ruth Quinn Robinson
- 2017 : Something Like Summer de David Berry : Alison Cross
- 2018 : Family Blood de Sonny Mallhi : Meegan
- 2018 : Acrimony de Tyler Perry : Melinda, jeune
- 2018 : Breaking In de James McTeigue : Jasmine Russell

### Télévision

#### Séries télévisées
- 2012-2014 : The Rickey Smiley Show : De’Anna (rôle récurrent - 24 épisodes)
- 2013 : Chelsea's Way : Chelsea Mason (pilote non retenu[5])
- 2015 : Grey's Anatomy : Marissa McKay (saison 11, épisode 19)
- 2015 : Code Black : Keesha Platt (1 épisode)
- 2016-2019 : Empire : Cookie Lyon, jeune (rôle récurrent, 11 épisodes)
- 2017-2018 : 13 Reasons Why : Sheri Holland (rôle récurrent - 18 épisodes) (VF : Charlotte Hervieux)
- 2018 : Runaways : Livvie (saison 2, 6 épisodes)
- 2018-2019 : Light as a Feather : Candace Preston (rôle récurrent, 9 épisodes)
- Depuis 2021 : BMF de Randy Huggins : Kato